# 藤岡町蛭沼
藤岡町蛭沼（ふじおかまちひるぬま）は、栃木県栃木市の大字。郵便番号は329-0312。
　

## 地理
栃木市の南部、藤岡地域の東部に位置している。東は藤岡町緑川、南は藤岡町部屋・藤岡町西前原、西は藤岡町富吉、北は大平町伯仲とそれぞれ接している。

## 歴史
- 1872年（明治5年 ） - 三蔵新田村を編入する。
- 1889年（明治22年）4月1日 - 町村制施行により、下都賀郡の部屋村、緑川村、新波村、蛭沼村、富吉村、中根村、西前原村、帯刀新田、石川新田が合併し下都賀郡部屋村が成立、部屋村大字蛭沼となる。
- 1955年（昭和30年）3月31日 - 部屋村が藤岡町（旧）、三鴨村、赤麻村と合併し下都賀郡藤岡町（新）が成立、藤岡町大字蛭沼となる。
- 2010年（平成22年）3月29日 - 藤岡町が栃木市（旧）、大平町、都賀町と合併し栃木市（新）が成立。同時に地域自治区「藤岡町」が設置され、栃木市藤岡町蛭沼となる。

## 世帯数と人口
2017年（平成29年）8月31日現在の世帯数と人口は以下の通りである。
| 大字       | 世帯数  | 人口  |
| ---------- | ------- | ----- |
| 藤岡町蛭沼 | 177世帯 | 533人 |

## 施設
- 栃木警察署部屋駐在所
- 栃木市部屋保育園

## 道路
- 栃木県道50号藤岡乙女線
- 栃木県道252号蛭沼川連線

## 小・中学校の学区
市立小・中学校に通う場合、学区は以下の通りとなる。
|      | 小学校             | 中学校                 |
| ---- | ------------------ | ---------------------- |
| 全域 | 栃木市立部屋小学校 | 栃木市立藤岡第二中学校 |